# Discestra subalbida
Discestra subalbida là một loài bướm đêm trong họ Noctuidae.